# Mark Nicolaidis
Mark William Nicolaidis (Brisbane, 20 de julho de 2000) é um  jogador de vôlei de praia australiano, medalhista de bronze nos Jogos da Commonwealth da Juventude de 2017.

## Carreira
O seu início de sua carreira deu-se no vôlei indoor  e foi atleta do Queensland Pirates foi campeão nas temporadas 2013-14 e 2014-15,  e se repetiu as conquistas até 2016-17.Em 2017, formou dupla com James Takken e estrearam no torneio uma estrela de Shepparton e conquistaram a medalha de bronze no Jogos da Commonwealth da Juventude em Nassau (Bahamas).Em 2018, esteve com Ky Landers no torneio uma estrela de Shepparton e finalizaram em décimo sétimo lugar, conquistaram o título do qualificatório da Oceania, sediado na Austrália, categoria Sub-20, para os Jogos Olímpicos de Verão da Juventude de 2018, e com James Takken disputou o Campeonato Mundial de Voleibol de Praia Sub-19 de 2018 em Nanquim e terminou em nono lugare a mesma colocação dos Jogos Olímpicos de Verão da Juventude em Buenos Aires.
No ano de 2019, terminou em quinto na etapa nacional em Glenelg Beach ao lado de Brad Tutton e disputou o Campeonato Asiático Sub-21 com Tyler Nix e terminaram na quarta posição.Com James Takken alcançou o décimo sétimo lugar no Campeonato Mundial Sub-21 de 2019 em Udon Thani e Ky Landers conquistou o terceiro lugar na etapa da Basiléia pelo circuito suíço e terminaram em quinto lugar na etapa de Manly Beach pelo circuito australiano de 2021, mesma posição no referido circuito ao lado de James Takken nas etapas de Thompsons Beachm, Glenelg Beach e Coolangatta Beach.
Ainda na temporada de 2021, ao lado de Maximilian Guehrer, e terminou em nono lugar no Campeonato Asiático de 2021 em Phuket (cidade). No Circuito Australiano de 2022, esteve ao lado Izac Carracher e conquistou o vice-campeonato em Thompsons Beach, campeões em  Mollymook Beach e vice-campeões em Gold Coast, e no circuito mundial no Future de Coolangatta,  décimo sétimo lugar no Challenge de Doha, e décimo nono lugar no Challenge Kuşadası, e terminaram em quarto na etapa de Locarno no circuito suíço, alcançaram em nono lugar no Mundial de Roma 2022, depois, terminaram o décimo sétimo no Elite 16 de Gstaad, décimo nono lugar no Challenge de Agadir, e terminaram em terceiro no circuito asiático em Samila, terminaram em nono lugar no Elite 16 em Paris, décimo sétimo lugar no Challenge das Maldivas e no primeiro evento em Dubai, nono lugar no segundo evento de Dubai, quinto lugar no Challenge de Torquay, nas nonas posições nos eventos do Elite 16 da Cidade do Cabo e Torquay, mesma colocação no Campeonato Asiático de 2022 em Bandar Abbas. Disputou em 2022 com Václav Berčík  em Doha, o torneio Rei da Praia. 
Em 2023,  esteve  com Izac Carracher no circuito mundial, e terminaram na trigésima terceira posição no Challenge de La Paz (México), décima sétima posição em Jūrmala, quinto lugar no Campeonato Asiático de 2023 em Fuzhou,, ainda no circuito mundial, terminaram na vigésima primeira posição no Elite 16 Gstaad, décimo sétimo lugar no Challenge Espinho, nona posição no Challenge Edmonton, décimo terceiro no Elite 16 de Montreal; foram campeões na etapa de Penghu O pelo circuito asiático. Juntos disputaram a edição do Campeonato Mundial de Vôlei de Praia de 2023 nas cidades mexicanas de Tlaxcala de Xicohténcatl, Apizaco e Huamantla terminaram em trigésimo terceiro lugar,  alcançaram o vigésimo quinto lugar no Challenge de Goa, a nona posição no Challenge de Haikou, a quarta posição no Challenge Chiang Mai, o nono lugar no Future Geelong e o décimo nono lugar no Challenge Nuvali.

## Títulos e resultados
- Future de Mollymook do Circuito Mundial de 2024
- Future de Coolangatta do Circuito Mundial de 2022
- Challenge Chiang Mai do Circuito Mundial de 2023
- Campeonato Asiático de Sub-21 de 2018